# Capitale du crime volume 2
Albums de La Fouine
Mes repères
(2009) La Fouine vs Laouni
(2011)
Singles
1. Krav Maga
2. Banlieue Sale Music
3. Nés Pour Briller
4. Iblis
5. Pleure pas

Capitale du crime volume 2 est le deuxième volume de la street-tape Capitale du crime, de La Fouine, sorti le 18 janvier 2010. Cette mixtape contient beaucoup de featuring avec notamment Canardo, Lino, Nessbeal ou encore le Roi Heenok. La mixtape fut certifiée disque d'or avec plus de 50 000 copies vendus.

## Liste des titres de l'album
| No  | Titre                                                                 | Producteur(s)                 | Durée |
| --- | --------------------------------------------------------------------- | ----------------------------- | ----- |
| 1.  | Banlieue Sale Music (feat. Nessbeal)                                  | Marv'lous                     | 4:21  |
| 2.  | Krav Maga                                                             | Canardo                       | 4:30  |
| 3.  | Nés pour briller (feat. Canardo, Green Money & MLC)                   | DJ E-Rise, Docness            | 4:00  |
| 4.  | Pleure pas (feat. Canardo, Green Money & Kennedy)                     | Bone Collector                | 4:44  |
| 5.  | Voitures allemandes (feat. Lino & Jmi Sissoko)                        | Canardo                       | 3:31  |
| 6.  | Le mauvais œil (feat. Green Money)                                    | Bone Collector                | 3:37  |
| 7.  | Les balances sont respectées                                          | Clément Dumoulin (Animalsons) | 3:22  |
| 8.  | Bois d'Arcy                                                           | Canardo                       | 3:41  |
| 9.  | Bang Bang (feat. Canardo & Green Money)                               | Canardo                       | 4:44  |
| 10. | Iblis (Canardo)                                                       | Canardo                       | 2:40  |
| 11. | Vodka Redbull (feat. Canardo, Green Money & MLC)                      | Myth Syzer                    | 4:42  |
| 12. | Parloir sauvage                                                       | S2Keyz                        | 3:52  |
| 13. | Wesh Wesh City                                                        | Canardo                       | 3:50  |
| 14. | Cité HLM (Canardo feat. Green Money)                                  | Canardo                       | 3:09  |
| 15. | Youporn (feat. Rickwel)                                               | DJ E-Rise, Docness            | 3:25  |
| 16. | Dans la capitale du crime (Roi Heenok)                                | Canardo                       | 1:33  |
| 17. | Procureur de Versailles (feat. A2P, Chabodo & Vincenzo)               | Canardo                       | 4:04  |
| 18. | Au bout de mes idées (feat. Green Money, Gued'1, Neskro & Teuch Ross) | Canardo                       | 4:29  |
| 19. | Bad Boys (feat. Sam's, Idro & Madson)                                 | Canardo                       | 2:31  |
| 20. | Outro - Quand la musique est bonne                                    | S2Keyz, DJ Battle             | 2:42  |
| 21. | Krav Maga - Remix (feat. Canardo, Green Money, Gued'1 & MLC)          | Canardo                       | 4:45  |
| 22. | BlackBerry (feat. Black Kent)                                         | Young Pulse                   | 4:34  |

## Samples
- Vodka Redbull est une reprise du morceau Jezbel de Sade.
- Bois d'arcy est une reprise du morceau San Francisco de Maxime Le Forestier.
- Quand La Musique Est Bonne contient un sample du morceau de même nom de Jean-Jacques Goldman.
- Wesh Wesh City contient un sample du morceau Shorty Wannabe A Thug de Tupac
- Krav Maga contient un sample du morceau Turn My Swag On de Soulja Boy

## Clips
- Novembre 2009 : Krav Maga (réalisé par Chris Macari)
- Décembre 2009 : Banlieue Sale Music (réalisé par Chris Macari)
- Décembre 2009 : Krav Maga (Remix) (réalisé par Chris Macari)
- Février 2010 : Nés pour Briller (réalisé par Charly Clodion)
- Avril 2010 : Le Mauvais œil (réalisé par iceland Film)
- Novembre 2010 : Iblis (réalisé par Glenn Smith)